# 洪杰 (1967年)
洪杰（1967年10月—），福建莆田城厢区人，中华人民共和国政治人物、全国脱贫攻坚先进个人。

## 生平
洪杰任三棵树涂料股份有限公司董事长兼总裁。2013年，当选第十二届全国人大代表。2018年，当选第十三届全国人大代表。
因在脱贫攻坚战中作出突出贡献，2021年2月25日全国脱贫攻坚总结表彰大会上，洪杰被授予“全国脱贫攻坚先进个人”。